# Agatone di Gerusalemme
Agatone (... – 964) è stato il patriarca di Gerusalemme tra il 950 e il 964.